# Kayak Island (Stany Zjednoczone)
Kayak Island – bezludna wyspa w Zatoce Alaska, 100 km na pd-wsch. od miasta Cordova w stanie Alaska.
Nazwę Kayak nadał jej pułkownik Marynarki Rosyjskiej Sariczew z powodu kształtu podobnego do eskimoskiej łodzi. Uznaje się, że tę wyspę zobaczył Vitus Bering w roku 1741 i nazwał „Wyspą Świętego Eliasza”.
Według Służb Parkowych Stanów Zjednoczonych tutaj przyrodnik Georg Steller, lekarz pokładowy na statku Vitusa Beringa Św. Piotr, dokonał pierwszych prób kontaktu między Europejczykami a rdzennymi mieszkańcami Alaski. Jego badania są jednymi z pierwszych wkładów do wiedzy ludzi Zachodu o historii przyrody i ludności tego regionu.
Kapitan James Cook odwiedził wyspę 12 maja 1778 i zakopał butelkę z kartką i dwoma kawałkami srebra, które otrzymał w tym celu od Dr. Kaye’a, kapelana króla Jerzego III. Z tegoż powodu kapitan Cook nazwał tę wyspę „Wyspą Kaye’a” (ang. Kaye’s Island). Z kolei Don I. Arteaga około 16 lipca 1779 nazwał ją Nuesta Señora del Carmen lub Isla del Carmen, co znaczy „Nasza pani Carmen” lub „Wyspa (naszej pani) Carmen” dla uczczenia patronki tego dnia.
Przylądek Świętego Eliasza leży na południowo-zachodnim końcu wyspy. Góra Świętego Eliasza, drugi co do wielkości szczyt Stanów Zjednoczonych i Kanady, prawdopodobnie został nazwany w nawiązaniu do tego przylądka.
Miejsce lądowania wyprawy Beringa zostało ogłoszone Miejscem Historii Narodowej USA (ang. National Historic Landmark) w roku 1978.
Latarnia morska na Przylądku św. Eliasza jest ważnym punktem nawigacyjnym.